# Pintura colonial de Chile

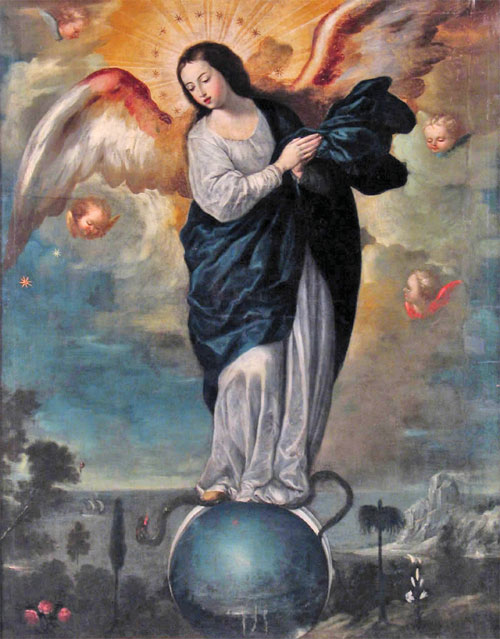
Virgen alada, pintura de Miguel de Santiago, uno de los máximos exponentes de la escuela quiteña del e importante influencia para el arte chileno de la época

La pintura colonial chilena se enmarca en el tiempo histórico del Chile colonial, época que, en palabras de Mariano Picon-Salas “no fue un mero trasplante de Europa, sino que, en gran parte, una obra de fusión de cosas europeas y cosas indígenas”.
Comenzó aproximadamente a mediados del siglo XVII y es comandada en principio por los jesuitas españoles y ciertos artesanos de poca monta con falta de instrucción especializada en el tema. El arte colonial es esencialmente en sus inicios influencia directa de los corrientes artísticas de Europa tales como el Manierismo y el barroco, sin embargo, al igual que todas las demás artes de que se desarrollaron durante este periodo, la pintura chilena sufrió las influencias del arte indígena desgastando académicamente la calidad de la obra, pero al mismo tiempo, creando un estilo nuevo y autóctono de vital importancia para la educación y evangelización de los pueblos originarios.

## Historia

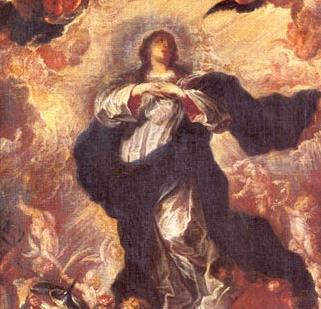
La Inmaculada Concepción, cuadro realizado aproximadamente el año 1680. Actualmente su festividad es celebrada el 8 de diciembre en Chile. Es de notar que los primeros cuadros chilenos estaban casi en su totalidad relacionados con la religión, ya que por este medio se evangelizaba con mayor facilidad a la gente analfabeta de la época.

La pintura colonial es desarrollada en un momento en que los países no estaban políticamente agrupados como los que se conocen actualmente y no estaban formados por tanto su identidad y arte. Ocurre para los historiadores dificultades para hablar de arte autóctono de cada país ya que en efecto no existe un demarcación ni características pictóricas endémicas de la mayoría de los territorios conquistados, es por ello que no se puede hablar precisamente de arte colonial peruano, argentino o chileno sino propiamente por las escuelas que por ese tiempo se crearon en tales países. Países como México, Ecuador y Perú tenían sus propios escuelas, Chile, en cambio, no representó interés mayor para el gobierno español y se limitó a importar arte de escuelas extranjeras.
Independiente de lo anterior, a nivel global, la pintura en Chile se ve marcada por la técnica española, que enseña el estudio anatómico de las figuras, el dominio del claro oscuro, la indumentaria aristocrática de los personajes y los objetos decorativos que aparecen en los lienzos. Para los españoles conquistadores el oficio del arte era denigrante y contraria a la nobleza que deseaban mostrar por lo que prefirieron dejar estas tareas a los mestizos e indígenas, eso si, eran admiradores del buen arte europeo que periódicamente compraban del Viejo Continente.
Existe en Chile, según el historiador de arte Luis Álvarez Urquieta, una influencia asiática proveniente de los contactos comerciales españoles del que se hereda las tonalidades del color, la ausencia de expresión de las figuras y la profusión de colores dorados.
El mismo autor destaca de la influencia regional, el factor indígena, del que se hereda la simplicidad de la composición, la reproducción de cuadros religiosos y principalmente las costumbre que las personas nos permiten ver en sus retratos.

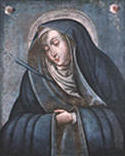
El cuadro Virgen Dolorosa. Luis Álvarez Urquieta presume que este cuadro fue el primero realizado por pintor alguno en territorio chileno. Posee influencia de la escuela quiteña; En ella se puede observar la anormal distribución de formas y el falta de conocimiento de la perspectiva del autor, esto en parte porque la mayoría de los pintores de la época no lo eran de profesión sino aficionados.

Álvarez Urquieta señala que los indígenas:

“No aceptaron completamente la civilización de los conquistadores: tomaron si, algo de ella la adaptaron a sus usos y costumbres sin profundizarla, ya que su psicología era distinta a la de los españoles; y esta que pudiéramos decir, amalgama, unida a la influencia que recibieron de Asia, fue el origen de la pintura americana.
La mezcla de estos factores produce elementos fallidos, en gran parte producto de la falta de maestros y entorno en el cual desarrollarse."

Entre los factores de combinación se generó una "fusión de elementos" que lleva a la pintura americana en general un descuido de la destreza técnica en favor del motivo de la representación en si. Tanto la pintura chilena como la colonial denota una falta de estudio de las luces y sombras, se observa una perspectiva mal lograda y proporciones dispares como elementos negativos. Como positivos destaca la viveza, colorido y el intrínseco factor social que representaba la unión social de los pueblos español y americano.
Los historiadores de arte Galaz e Ivalic explican el porqué de la aparente falta de rigurosidad de la pintura colonial. Según los autores la pintura colonial nace como una mezcla estilística entre dos grandes grupos. El primer grupo pasarían a ser los pintores europeos: portugueses, españoles, italianos y franceses. El segundo grupo serían los artistas foráneos de América discípulos de estos pintores.
Los autores concuerdan en que la pintura en América pierde el antiguo rigor académico que la caracterizaba en el Viejo Continente y empieza a mezclar también elementos característicos de los nuevos pueblos conquistados dejando de lado la antigua rigurosidad académica europea. En sus propias palabras: 

“Estas transformaciones no significaron un deterioro artístico, sino que fueron el sustrato, el cimiento, la base de una nueva construcción plástica, válida en sí misma por la originalidad con que utilizaría el lenguaje del color, del volumen o de las formas arquitectónicas. Por eso es que el arte tampoco fue mero trasplante europeo; al contrario, se produjo una simbiosis que permitió el encuentro entre América nativa y Europa hispana.

La pintura chilena no mostró mayor interés por el paisaje, en su lugar predomina ampliamente la pintura de carácter religioso, que a su vez eran los cuadros más demandados, y por tanto lucrativos. En un primer momento la pintura religiosa prefirió las representaciones de Cristo y los santos usando la técnica realista. La siguiente generación de artistas ocuparon las mismas técnicas de sus profesores de una manera más depurada, sin embargo con notable desconocimiento del uso de la expresión facial.
Este nuevo arte se presentó principalmente en claustros conventales y templos religiosos ya que, en su mayoría, eran pedidos por los mismos. Su función primaria era la representación de personajes cristianos, la divina trinidad, imagen de Cristo y su madre, personaje que identificó a muchos pueblos indígenas a través de este periodo.
Se puede encontrar como periodo final en la adaptación de la pintura colonial chilena la escuela quiteña que culmina el proceso de fusión del arte nativo con su máximo exponente, en el ecuatoriano Miguel de Santiago.

## Agentes de influencia en la pintura colonial chilena

### Influencia jesuita

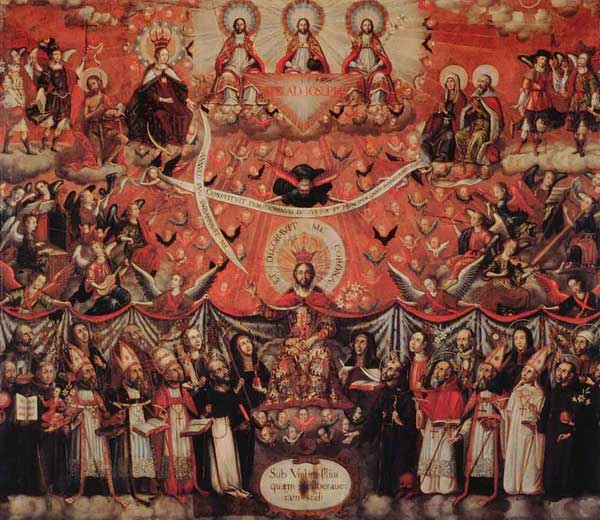
Gaspar Miguel de Berrío - Patrocinio de San José, 1744. No son muchos los museos con arte colonial debido a la escasez de creación durante estos años, sin embargo, la compañía de Jesús, fiel a su tradición artística, almacena aún algunos antiguos cuadros en las paredes de sus monasterios, iglesias y conventos.

La influencia de los grupos religiosos en el arte de América es notable, fueron los primeros en iniciar el proceso de adaptación pictórico, se preocupaban de enseñar las técnicas europeas a los nativos y mantener el legado artístico simbólico de la religión cristiana. Más tarde serían los que mantendrían las condiciones necesarias para su mejor desarrollo y conservación, todo esto hasta que son expulsados de los territorios americanos por la autoridad española a mediados de siglo XVIII.
En Chile la pintura colonial chilena comienza influenciada principalmente por la Compañía de Jesús quienes, aparte de su labor evangelizadora y educacional monástico, cumplían con su concepción religiosa de expandir las bellas artes a toda Latinoamérica. Los aportes jesuitas en Chile incluyen también edificios que, aunque muchos fueron destrozados por terremotos, en buena parte aún se mantienen en pie.
La compañía desarrolla oficios como relojeros, escultores, ebanistas, plateros y también como retratistas de los gobernadores de Chile como Ignacio Andía y Varela, personaje que esculpiría más tarde el escudo español que actualmente decora el cerro Santa Lucía.
Luis Álvarez Urquieta afirma que casi toda obra de importancia pictórica creada en Chile fue hecha por jesuitas, el mismo repasa los monasterios de la orden recogiendo datos pictórico y culturales que le permiten la realización del primer libro que versa sobre pintura colonial ya entrados los primeros años del siglo XX. El libro es recogido por varios autores chilenos después para realizar sus propios análisis de la época.
Entre los cuadros que la orden jesuita puede ofrecer están las que se encuentran en sus templos. Tal es del caso del altar mayor de la capilla de San Francisco de Asís donde se encuentra la Virgen Dolorosa(1576) una de las primeras pinturas creadas en Chile y que se dice fue traída a Chile por el conquistador don Pedro de Valdivia para ser ofrecida como ofrenda en la ermita de “nuestra Señora del Socorro”. La iglesia San Francisco de Santiago de Chile posee uno de los cuadros más destacados de esta época, se trata de la “Genealogía de los franciscanos”, óleo de más de cuatro metros de largo y cuatro de ancho. El lienzo posee 644 miniretratos y está coronado por la Virgen María y la lectura siguiente: “para la honra y gloria de nuestro señor y de la santa madre iglesia, dedicamos a los padres del convento este árbol de religión”, el autor de esta obra es anónimo tal como lo estimaba el código de humildad de los religiosos jesuitas quienes obviaban su firma a propósito limitándose sólo a la colocación de la fecha de terminó de la obra.
Otra de las pinturas destacables de los jesuitas es la “mesa de la cena”, fechada en 1652 con una altura de 5 metros de alto y tres de ancho. Antiguamente ocupaba la Sacristía de la catedral de Santiago.
Importante aporte para esta compañía la realizó el padre Carlos Haymhausen de nacionalidad bávara, quien llegó a Chile a mediados del siglo XVIII. El monje fue gran amante de las artes y junto con sus discípulos Fermín Morales y Ambrosio Santelices, es uno de los primeros pintores profesionales del que se tiene data dentro de la gobernación de Chile. Álvarez Urquieta lo considera un ejemplo para futuras generaciones de pictóricas ya que, además de gran artista, Haymhausen también se dio el trabajo de traer consigo otros artistas de extranjeros que sentaron las bases el futuro arte nacional.

### Escuela quiteña

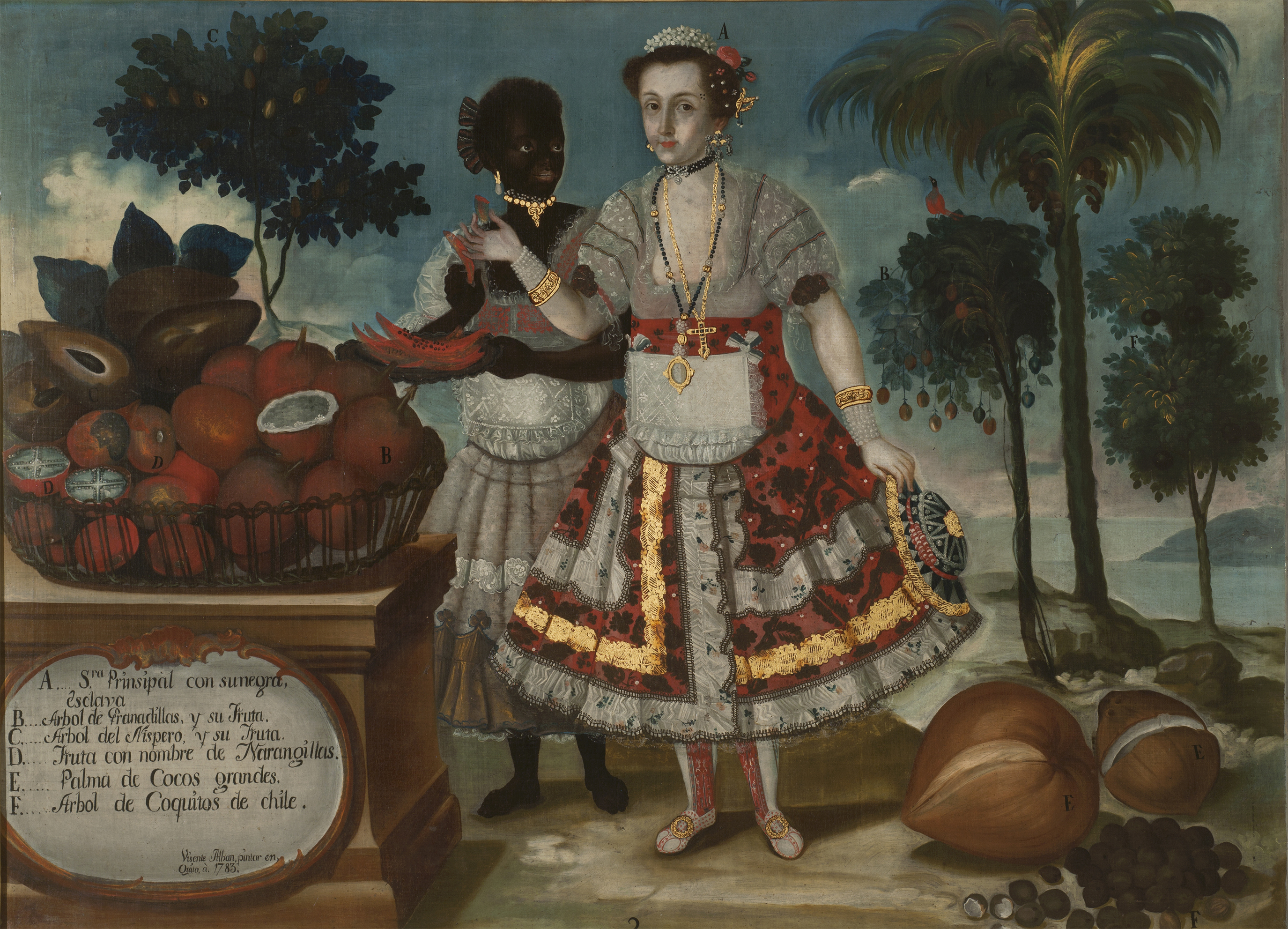
Retrato de una señora principal quiteña con su negra esclava. Destaca del cuadro la notable suntuosidad de la dama noble retratada con caros adornos y vestidos que, aunque de uso poco práctico, buscaba plasmar su riqueza para la posteridad.

El origen de la escuela quiteña y su posterior evolución no tiene casi ninguna relación con Chile. La relación artística es de manera asimétrica, Chile se limitó a recibir la influencia de esta escuela intentando aprender y replicar los métodos para la realización en territorio nacional.
La escuela quiteña nace colegio San Andrés creado por el sacerdote franciscano Jodoco Ricke junto al Fray Pedro Gosseal, entre los Siglos XVI y XVII en Quito, Ecuador. Según José Gabriel Navarro en su libro “Contribuciones a la historia del arte en el ecuador” la escuela quiteña: 

Tuvo gran aceptación en toda América, a la que inundo con sus cuadros y estatuas, aún en la época de la decadencia y mal gusto. Perú, Granada y Chile eran sus mejores clientes.

Esta escuela se caracterizó por la profunda raíz religiosa a la hora de pintar, elemento en que destaca el pintor Miguel de Santiago, artista que para una gran cantidad de estudiosos fue el mejor pintor de toda la época colonial. Miguel de Santiago eleva a gran nivel la pintura latinoamericana dejando varios discípulos y pinturas para el resto de América.
En Chile la pintura de esta famosa escuela de arte de la época sólo alcanzaba a apreciar los resabios de la misma puesto que los grandes mecenas y aristócratas del Perú y Ecuador elegían las mejores dejando en el país únicamente las que no eran requeridas por ellos. Las pinturas que llegaban tenían por tanto poco o muy poco mérito artístico según el historiador de arte Luis Álvarez Urquieta, por lo que aclara que, aunque es innegable la influencia a nivel latinoamericano de esta escuela, Chile recibe muy poca de esta misma, en gran parte debido a los empobrecidos españoles que tenían que estar periódicamente enfrentando revueltas indígenas lideradas por el pueblo Araucano.

### Influencia Europea
Durante el gobierno Isabel la Católica y Carlos V, España se sientan las bases de la relación de España con el arte, considerándolo de vital importancia para la futura evangelización y educación de sus pueblos conquistados. Para ello prefirieron la utilización del modelo manierista de pintura ya que permitía de mejor manera el aferramiento a los ideales góticos y cristianos.
Los europeos comienzan el retrato de las familias acaudaladas las que buscaban estar cada vez más separadas del populacho. La misma represenatación religiosa se vio afectada por la creciente individualidad que operó en el trascurso del siglo XVIII, donde las donaciones se comenzaron a hacer presente así como también los retratos colectivos. La pintura de origen aristocrático deja entonces de ser un método de integración social afectando a toda la pintura colonial en su conjunto, finalmente la pintura colonial chilena queda relegada a los conventos cristianos de manera definitiva donde hasta el día de hoy aún se mantienen.
Los pintores flamencos también destacan su aporte en Chile, enseñaron el delineó de la figura y el uso de la luz oscura. Entre sus exponentes encontramos a pintores italianos como Angelino Medoro, Bernardo Bitti y Mateo Pérez de Alessio quienes traen a Chile las primeros grabados y estampas religiosas.

## Legado

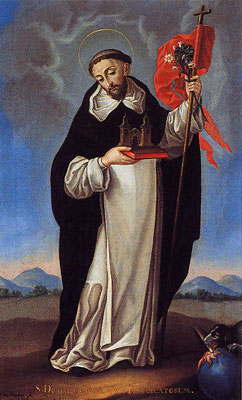
Del peruano José Gil de Castro, Santo Domingo, año 1817. Gil de Castro es para la historia del arte un pintor de transición. Su llegada a Chile marca el fin de la pintura colonial e inicia el periodo de los Pintores viajeros del siglo XIX, también llamados los precursores de la pintura chilena.

Una de las características y aporte del arte colonial fue la integración de la sociedad, donde criollos, peninsulares, mestizos e indígenas forman un solo público común a pesar de sus diferencias; cualquier clase social chilena podía identificarse con el mismo.
El arte colonial y la imaginería facilitó en gran medida la evangelización de los pueblos analfabetos y siendo bastante práctica al momento de enseñar la doctrina religiosa, sus dogmas y métodos. Esto explica las múltiples representaciones de la sagrada trinidad, María y Cristo.
Como etapa de la historia artística chilena pueden apreciarse profundos cambios respecto a su periodo anterior. Respecto a la pintura prehistórica de Chile se puede observar la influencia de la conquista española que busca dejar de lado cualquier resabio de las culturas paganas que conquista. La pintura prehistórica chilena sobrevive debido al proceso de amalgama sufrido durante este periodo mezclándose con el estilo europeo a través de su simbología y costumbres.
La pintura colonial entonces no sólo se convirtió en una mezcla de métodos y técnicas pictóricas, sino que también fue un punto de inflexión para la religiosidad y armonía de ambos pueblos.
Generalmente el periodo que concierne a la pintura colonial se periodifica hasta la aparición del mulato José Gil de Castro, importante pintor de origen peruano, que inicia el periodo de los pintores viajeros en el país.

## Museos

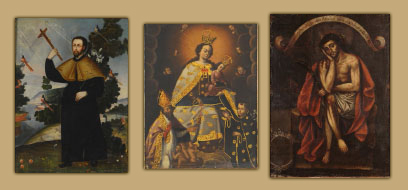
La casa del arte en Concepción mantiene ejemplos de pintura colonial chilena.

En la ciudad de Santiago existen grandes colecciones dedicadas al arte colonial. Uno de los más destacados a nivel local y regional es el Museo de Arte Colonial de San Francisco del convento de la Alameda, fundado en 1969, que posee la Serie de la Vida de San Francisco, una de las obras de mayor envergadura que llegaron hasta Chile, además de una extensa colección de imaginería religiosa, platería, carpintería y cerrajería colonial. Entre otras instituciones se puede señalar la colección permanente del Museo del Carmen de Maipú, el Museo de la Merced, el Museo Histórico Dominico en la Recoleta Dominica, la Colección Gandarillas de la Pontificia Universidad Católica y la del Museo de Arte de la Universidad de los Andes. 
El Museo Nacional de Bellas Artes de Chile y el Museo Histórico Nacional (Chile) complementan esta lista con algunas piezas de gran valor para la historia artística del periodo, pero muchas no se encuentran en exhibición permanente. La Casa del Arte también contiene algunos cuadros en su haber.